# ويستون مقاطعة دان (ويسكونسن)
ويستون، مقاطعة دان (بالإنجليزية: Weston, Dunn County, Wisconsin)‏ هي بلدة تقع بولاية ويسكونسن في الولايات المتحدة. تبلغ مساحتها 107.5 (كم²)، وترتفع عن سطح البحر 258 م، بلغ عدد سكانها 630 نسمة في عام 2000 حسب إحصاء مكتب تعداد الولايات المتحدة وتصل الكثافة السكانية فيها 5.9 نسمة/كم2.

## وصلات خارجية
- The US50 - Cities and Towns in Wisconsin State
- Wisconsin Cities and Towns, Facts, Map, Flag, Colleges, Government, and More